# Werner-Siegwart Schippel
Werner-Siegwart Schippel (* 24. Oktober 1951 in Römhild, Kreis Meiningen, DDR) ist ein deutscher Politiker (SPD) und ein deutscher Feuerwehrmann. Von 1994 bis 2014 war er Mitglied des Landtages Brandenburg.

## Leben
Von 1966 bis 1969 absolvierte er eine Berufsausbildung zum Dreher, gehörte von 1969 bis 1972 der NVA an und arbeitete von 1972 bis 1980 als Instandhaltungsmechaniker. Von 1980 bis 1990 war er als Meister und 1990/91 als Obermeister im VEB Kraftwerk Lübbenau-Vetschau tätig. Von 1991 bis zu seinem Landtagsmandat 1994 war er Leitender Angestellter der Vereinigten Energiewerke AG.
Von Oktober 2007 bis Dezember 2012 war er Geschäftsführer des Arbeiter-Samariter-Bundes (ASB) Ortsverband Lübbenau-Vetschau, in dem er vorher bereits ehrenamtlich im Vorstand gesessen hatte. Nach Jahren als Mitglied der Freiwilligen Feuerwehr Vetschau, war er vom 23. November 2013 bis zum 20. November 2021 Präsident des Landesfeuerwehrverbandes Brandenburg. 
Schippel ist seit dem November 2021 Ehrenpräsident des LFV Brandenburg.
Werner-Siegwart Schippel ist verheiratet, hat vier Kinder und wohnt im Ortsteil Suschow der Stadt Vetschau/Spreewald.

## Politik
Seit 1990 ist Werner-Siegwart Schippel Mitglied der SPD und war von 1990 bis 1994 Vorsteher des Gemeinderats der Gemeinde Suschow. Seit 1990 ist er zudem Mitglied des Kreistages Oberspreewald-Lausitz, wo er von 1992 bis 2007 Vorsitzender der SPD-Fraktion war. Er übernahm 1993 den Vorsitz des SPD-Ortsvereins Vetschau.
Von 1994 bis 2014 war Werner-Siegwart Schippel Mitglied des Landtages Brandenburg. Er gewann in allen Wahlen jeweils das Direktmandat: 1994 und 1999 im Wahlkreis Oberspreewald-Lausitz III, dann 2004 und 2009 im Wahlkreis Oberspreewald-Lausitz III/Spree-Neiße III. Er übernahm innerhalb seiner Fraktion von 1999 bis 2007 den Stellvertretenden Vorsitz. Im Parlament war er Mitglied in den Ausschüssen für Haushalt und Finanzen (1994 bis 2004 und ab 2009) und für Inneres (1994 bis 2007 und ab 2010) sowie in der Parlamentarischen Kontrollkommission (1994 bis 1999). Aufgrund seiner neuen beruflichen Ausrichtung als ASB-Geschäftsführer Ende 2007, war er seitdem nur noch als stellvertretendes Mitglied in den Ausschüssen tätig. Aus diesem Grund gab er auch den stellvertretenden Fraktionsvorsitz an Ralf Holzschuher ab. Nach der Wahl 2009 stand er jedoch wieder für Ausschussarbeit zur Verfügung. Nach der Landtagswahl in Brandenburg 2014 schied er aus dem Landtag aus.

## Ehrungen
- 2021 Ehrenzeichen des LFV Berlin in Gold
- 2021 Deutsches Feuerwehr-Ehrenkreuz in Gold
- 2021 Ehrenpräsident LFV Brandenburg